# Yukarıbelemedik
Yukarıbelemedik ist ein Ortsteil (Mahalle) im Landkreis Pozantı der türkischen Provinz Adana mit 347 Einwohnern (Stand: Ende 2024). Im Jahr 2011 hatte der Ort 428 Einwohner.